# Козловец
Козло̀вец е село в Северна България, община Свищов, област Велико Търново.

## География
Село Козловец се намира в средната част на Дунавската равнина, на 16,4 км южно от Свищов. Съседни са му селата: Алеково – на 7,5 км на югоизток; Царевец – на 10,7 км на север; Българско Сливово – около 17 км през Царевец (по права линия 7 км на северозапад); Драгомирово – на 23,8 км през Царевец и Българско Сливово (по права линия около 9 км на запад); Совата – на 14,7 км на север–югоизток (по права линия около 8 км на североизток);  и Хаджидимитрово – на 19,1 км през Совата (по права линия около 7 км на изток).
Селото е заобиколено от хълмове, а през него тече от юг на север малката местна река Съвова бара, която по-нататък се събира с подобна река, течаща откъм Българско Сливово, и водите им се вливат при село Совата като ляв приток в река Студена. В границите на селото река Съвова бара влиза от юг при надморска височина около 112 м и излиза на север при около 86 м. В центъра на селото при сградата на кметството надморската височина е около 97 м, в западния край достига 130 – 150 м, а в източния – 160 – 180 м.
През Козловец минава третокласният републикански път III-405, който го свързва с Алеково и през Царевец – със Свищов, а в границите на селото е негова главна улица.

### Почви
Почвата е много плодородна с преобладаващ тип карбонатен чернозем. Тук виреят зърнени култури, отглеждат се лозя, плодове и зеленчуци.
Земеделските земи на Козловец са предимно добри, според потенциалното им плодородие при неполивни условия. 

### Геоложки строеж
В геоложко отношение землището на Козловец е разположено върху Мизийска платформа (Искъско-Янтренско стъпало), изградено от микритни, тинтидни варовици (Гложенска свита, Огостенски член) и Долнокреден карбонатен комплекс.

### Местности
Местности в землището на селото: Еховобърдо, Елията, Сливовско, Лозенкатрапа, Абушевтрап, Башчалъка, Чалтията, Акчарско и др.

### Флора и фауна

#### Флора
В началото на века, населеното място е било богато на лайка и жълт кантарион. В селото е имало и водоплавателни птици в този период. Други растения които се срещат: Sinapis arvensis (Синап), Sisymbrium offinale(Лечебна мъдрица ), Trigonella Besseriana Ser. (сминдух), Carthamus Ianatus L.(Жълтоцветен аспрут), магарешки трън.

#### Фауна
Сред представители на фауната са:Домашното врабче (Passer domesticus), Косът (Turdus merula), Ястреби (Accipiter), Дивият заек (Lepus europaeus), Лисицата (Vulpes vulpes), Сърната (Capreolus capreolus),. От пернатите се срещат: фазан и токачка.

## История
Село Козловец първоначално е било българо-турско село. Споменава се в турски документи от 1632 г. с име Ислива (вероятно от Сливово). Има предположения за преместване от местността Кеповите орехи. Има останки от старо заселване в местностите Башчалъка, Гидеклика (Гиигликя), Герчовелетта (Гьорчелетта). В околността (Башчалъка) има гробище, надгробна могила, от късноримско селище, намерени са останки (тракийски конник, талери от Дубровнишката република и други). Според летописна книга, към средата на XIX век е било с около 170 къщи, от които половината турски. Наричало се е Турско Сливово за разлика от съседното Българско Сливово. Българите го наричат и Козло̀вец, което вероятно е по-старото име. За това свидетелства бележка от 1857 г. в църковната летописна книга за дарение на църквата в Козловец, построена в 1854 г. След Освобождението не е преименувано, а продължава да носи същото име. Сред първите свещенници е бил поп Гучо. Сред първите учители към килийното училище е бил даскал Марко от Къпиново.
Автобусна спирка се открива през 1967 година. Сградният фонд на селото се увеличава значително през 70-те години на XX век. Тогава се построява читалищният дом, детска кухня, сградата на кметството.
Загинали войници от Козловец в Балканската война:
- Александър Петров Костадинов
- Ангел Иванов Данчев
- Ангел Симеонов Личков
- Антон Стоянов
- Георги Г. Атанасов
- Иван Ангелов Пенков
- Иван Генчев Ванев
- Иван Дафинов Бързов
- Иван Личев
- Иван Мирчев Демирков
- Лийчо Илиев Белков
- Минчо П. Костадинов
- Митю Бардаров
- Моню Симеонов Гатев
- Начо Богданов Ванков
- Петко Ангелов Лабев
- Спас Цанев Барбарков
- Тани Личев Митанов
- Цани Кънев Кожухаров

Характерни фамилии за Козловец са Бълдърков, Варамезов, Ланков, Патрашиков и др.

## Население
Населението на село Козловец , наброяващо 3863 души към 1934 г., нараства до максималните 4337 души към 1946 г., след което постепенно намалява до 1094 души към 2018 г. (със средно 44 – 45 души годишно).
Численост и дял на етническите групи според преброяването на населението през 2011 г.:
|                     | Численост | Дял (в %) |
| Общо                | 1322      | 100,00    |
| Българи             | 1297      | 98,10     |
| Турци               | 4         | 0,30      |
| Цигани              | 6         | 0,45      |
| Други               | 0         | 0,00      |
| Не се самоопределят | 4         | 0,30      |
| Неотговорили        | 11        | 0,83      |

| Година    | 1893 | 1923 | 1934 | 1946 | 1956 | 1965 | 1975 | 1985 | 1998 | 2003 | 2007 | 2010 |
| --------- | ---- | ---- | ---- | ---- | ---- | ---- | ---- | ---- | ---- | ---- | ---- | ---- |
| население | 2016 | 2679 | 3863 | 4337 | 3969 | 3528 | 3065 | 2492 | 1695 | 1722 | 1560 | 1443 |

### Родове
Част от родовете в селото са преселници от селата: Горна Липница, Полски Сеновец и села от Балкана. Родове произхождащи от село Козловец: Гацовите, Кушкините, Пачулята, Шопята в Българско Сливово.

### Преселници
След войните в началото на XX век, в Козловец се заселват хора от:с. Млекоминци и с.Ресен, Босилеградско, с. Залуф, Узункьоприйско, с. Мандър, Бандърменско. 

## Обществени институции
Село Козловец е център на кметство Козловец. 

### Кметове на Козловец
- Петър Ламбев (2003-2007)
- Кичка Ямалова (2007-2011)
- Борис Велев (2011-)

### Народно Читалище „Развитие – 1891“
Читалище „Развитие – 1891“ е действащо, регистрирано под № 2261 в публичния регистър „Читалища“ при Министерството на културата.  Читалището в Козловец е основано на 11.XII.1889-та година от Ангел Бакалов от село Бяла Черква. Първото представление "Осман паша", е изнесено в килийното училище. Читалището е носело името "Н.Й.Вапцаров" в началото на 60-те години.

#### Председатели на Читалището
- Ангел Цонев (1965-1975)
- Димитър Ташев

### Целодневнатадетска градина„Христо Ботев“
Целодневната детска градина „Христо Ботев“ в село Козловец е с общинско финансиране. 

### Основно училище „Христо Ботев“
Един от първите учители в килийното училище в селото е Стефан Боцев от град Прилеп - Македония. След него учители са Сава Михов от Беброво, Ангел Бакалов от град Бяла Черква, Райко Кожухаров също от Бяла Черква, Атанас Райков и Данка Станчева от Севлиево. В края на 20-те години на XX век се построява сградата на днешното училище. 

#### Главни учители на училището
- Петко Синилков (1880)
- Петър Колев (1882/1883)
- Рачо Минчев (1925/1926)

### Начално училище „Отец Паисии“
Начално училище „Отец Паисии“ е открито с водосвет на 9-ти ноември 1913-та година с водосвет. Първи учители били Никола Пушкаров, Георги Романов, Цанко Вълев, Пена Рашенова, Йордана Димитрова.

#### Директори на училището
- Колю Атанасов

### Православен храм „Свети Димитър“
Църквата „Свети Димитър“ действа само на големи религиозни празници. 

### Здравен център
В края на 60-те години в селото се създава здравен център, с двама фелшери, зъболекар и лекар.
Един от първите лекари в Козловец е д-р Никола Величков от град Русе. След него е Д-р Л.Конярева. Акушерка в селото е била Йонка Чолакова, а санитар Иванка Кузева.

### Потребителска кооперация "Нов живот"
Потребителската кооперация е учредена през 1920-та година. След 1945-та година, нейн председател е Иван Иванов, след него , Алекси Варамезов.

### Други
В селото е съществувало Пчеларско дружество "Акация".
През 1930-та година в селото се основава Земеделска задруга.
Лозарско професионално просветно дружество "Виненка" е основано през 1935-та година и същестував пет години.

В селото има пощенска станция, намираща се в сградата на кметството. 

## Културни и природни забележителности
На площада в село Козловец е поставена паметна плоча в памет на загиналите във войните: Сръбско-българската война 1885 г., Балканската война 1912 – 1913 г., Общоевропейската война 1915 – 1918 г., Отечествената война 1944 – 1945 г. 

## Редовни събития
Традиционен празник на с. Козловец – 7 ноември. Място на провеждане: читалището. Организатор: Кметство Козловец.

## Култура

### Фолклор
Народния фолклор в Козловец е част от Северняшката фолклорна област. Нардноте песни са свързани с жътварството, годежите, младостта, любовта. Северняшките народни танци, са характерни за населеното място. Характеризират се с бързина и неравноделност в размери  2/4, 13/16 или 7/8. 

### Народна носия
Мъжките и женските народни носии, са типични за централна северна България. За мъжете и жените са характерни бели ризи с украса. Женския сукман е в тъмен син цвят. Облеклото на женската носия включва още сиви традиционна пафти, пендари, престилка в тъмен цвят. Потурите и елеците при мъжката носия са в тъмен цвят - най-често кафяв.

### Кухня
Предпочитат се свинско със зеле, сарми, пълнени чушки.

## Спорт

### Спортно дружество "Стефан Киров"
Спортисти от селото на втората областна спартакиада в Търновски окръг през 1968. В спортът борба от селото участват борците:Симеоон Балдърков, Кънчо Начев, Ангел Трифонов, Атанас Лонгов и други. Иван Георгиев е изявен хандбалист играл в няколко елтини отбора.
| Общо | Борба | Баскетбол | Волейбол | Лека атлетика | Футбол |
| ---- | ----- | --------- | -------- | ------------- | ------ |
| 150  | 13    | 8         | 14       | 15            | 24     |

### Спортист(Козловец)
Създаден в началото на 50-те години. Триумфира в областната футболна група за първи път през Сезон 1974/1975. През 1978-ма година ФК Спортист Козловец побеждава отбора на Михалци със 7:2. Печели областната група и през сезоните 1980/1981, 1981/1982, 1985/1986, 1986/1987.
| N | Сезон     | Група          | Голова разлика | Място в класирането | Точки |
| - | --------- | -------------- | -------------- | ------------------- | ----- |
| 1 | 1976/1977 | Елитна         | 68:76          | 15                  | 30    |
| 2 | 1978/1979 | Елитна западна | 65:55          | 7                   | 31    |
| 3 | 1979/1980 | А западна      | 90:31          | 4                   | 46    |
| 4 | 1983/1984 | А източна      | 70:45          | 2                   | 35    |
| 5 | 1990/1991 | Б западна      | 37:21          | 3                   | 27    |
| 6 | 1991/1992 | Б западна      | 60:24          | 2                   | 37    |
| 7 | 1992/1993 | Б западна      | 49:24          | 3                   | 28    |

| N | Сезон     | Вкарани голове | Получени голове | Точки |
| - | --------- | -------------- | --------------- | ----- |
| 1 | 1980/1981 | 110            | 23              | 50    |
| 2 | 1985/1986 | 94             | 40              | 40    |

### ФК „Земеделец 93"
Създаден в началото на 90-те години. Най-големите успехи са свързани с успехите в Елитна областна група Велико Търново през сезоните 2017/2018, 2018/2019.

## Икономика

### Елетрификация на селото
Козловец е електрифициран в началото на 20-те години на XX Век. Първоначално селото се захранав от електропровод 20 кв от подстанция горна оряховица - свищов, като отклонението е при село Хаджидимитрово. Максималната консумирана мощност в началото е била 30kW. По-късно селото е захранено двустранно.

### Трудово кооперативно земеделско стопанство „Лисенко“
Трудово кооперативно земеделско стопанство (ТКЗС) „Лисенко“ е основано в Козловец на 12 февруари 1945 г. от 23 кооператори с 385 дка обработваема земя. През 1963 година стапонството е първо по изпълнение на плана за производство на памук. През следващите години стапанството става част от ОТКЗС „Заветите на Димитров“ – с. Алеково, а след това към АПК „Дунав“, Свищов.

### Земеделска кооперация „Земеделец“
Кооперацията е първенец през 2010-та година в Търновска област. Обработват се 9000 дка пшеницар по 6 хил. дка царевица и слънчоглед, както и 3 500 дка рапица.

## Личности
Родени в Козловец
- Петър Тинчев Петров – шампион на България по бокс
- Любомир Чолаков (р. 1956) – писател
- Георги Бейков (1943 – 2002) – певец и музикант, изпълнител на стари градски песни
- Филип Иванов (р. ок. 1853) – опълченец